# Tadeusz Goć
Tadeusz Goć (ur. 28 października 1950 w Parysowie) – polski polityk i działacz społeczny, poseł na Sejm II kadencji.

## Życiorys
W 1978 uzyskał magisterium z socjologii w Wyższej Szkole Nauk Społecznych przy KC PZPR.
Był posłem na Sejm II kadencji wybranym z listy krajowej Polskiego Stronnictwa Ludowego. Mandat wykonywał zaledwie przez kilka miesięcy przed upływem kadencji, objął go 7 maja 1997 w miejsce Jana Komornickiego. Zasiadał w klubie PSL. W wyborach parlamentarnych w 1993 uzyskał 97 głosów (co stało się najmniejszą liczbą głosów uzyskanych w III RP przez osobę wykonującą w danej kadencji mandat poselski). W wyborach w 1997 nie został wybrany na kolejną kadencję.
Od pierwszej połowy lat 90. przewodniczył partii działającej pod nazwą Polskie Forum Osób Niepełnosprawnych i Specjalnej Troski, wyrejestrowanej w 2017.